# Tours Martello de Québec
Pour un article plus général, voir Fortifications de Québec.
Les tours Martello de Québec sont des éléments du système de défense militaire britannique déployé à Québec au début du XIXe siècle. Elles furent acquises par la Commission des champs de bataille nationaux en 1910. Elles font partie du lieu historique national du Canada des Fortifications de Québec.

## Les tours
Des quatre tours construites en 1812, Québec en a conservé trois. La tour no 3 a été démolie en 1904. Les trois autres tours ont été restaurées au début des années 1990.

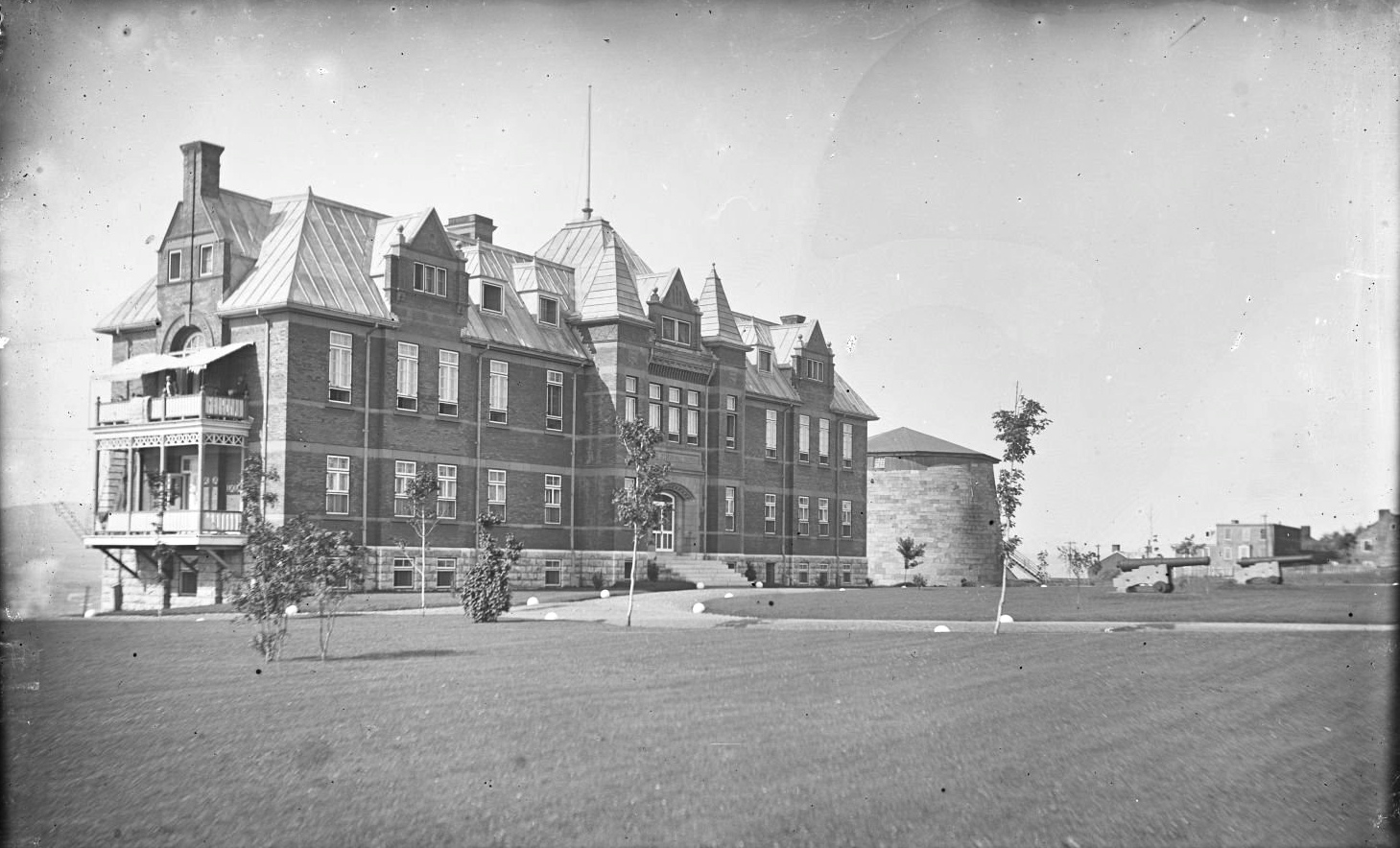
La tour no 3, à droite de l'ancien hôpital Jeffery Hale, en 1904
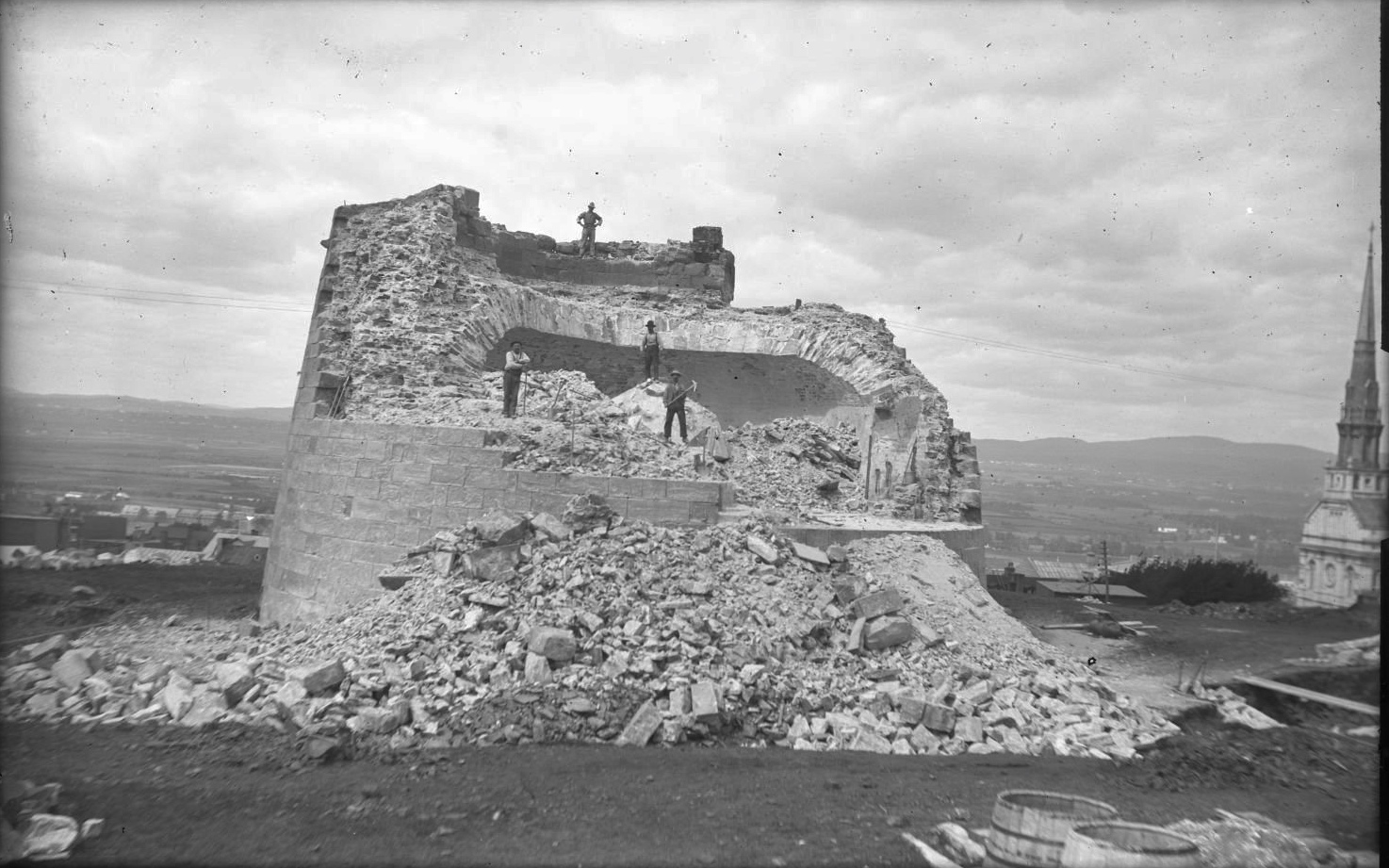
Démolition de la tour Martello no 3, en août 1904. À droite, l'église Saint-Jean-Baptiste.

La tour no 1, surplombant le fleuve Saint-Laurent sur les plaines d'Abraham fait office de musée. (46° 48′ 06″ N, 71° 13′ 02″ O)

La tour no 2, près de l'entrée du parc, à l'angle des avenues Wilfrid-Laurier et Taché, est utilisée lors d'évènement spéciaux. (46° 48′ 13″ N, 71° 13′ 10″ O)

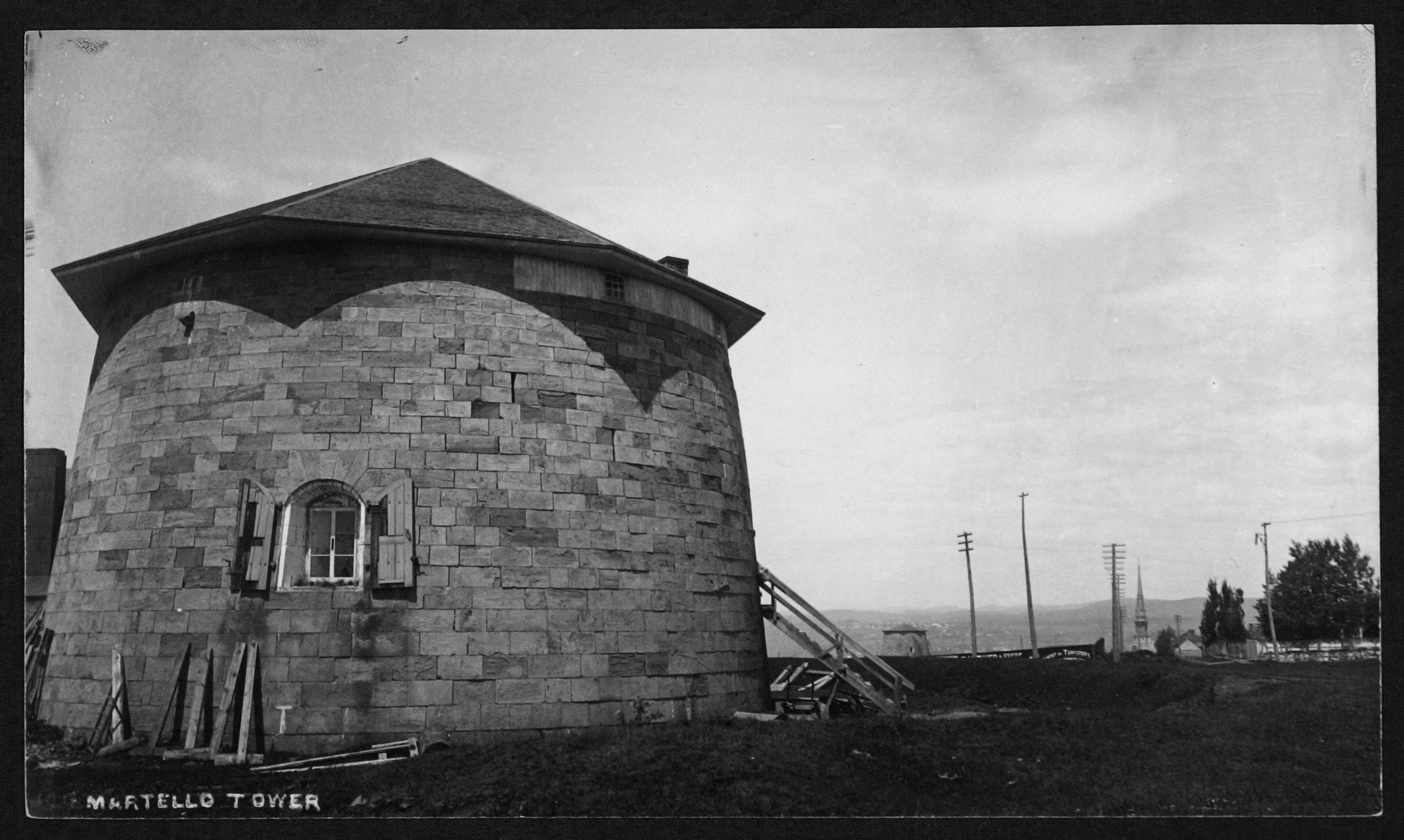
Tour no 2 vers 1900.
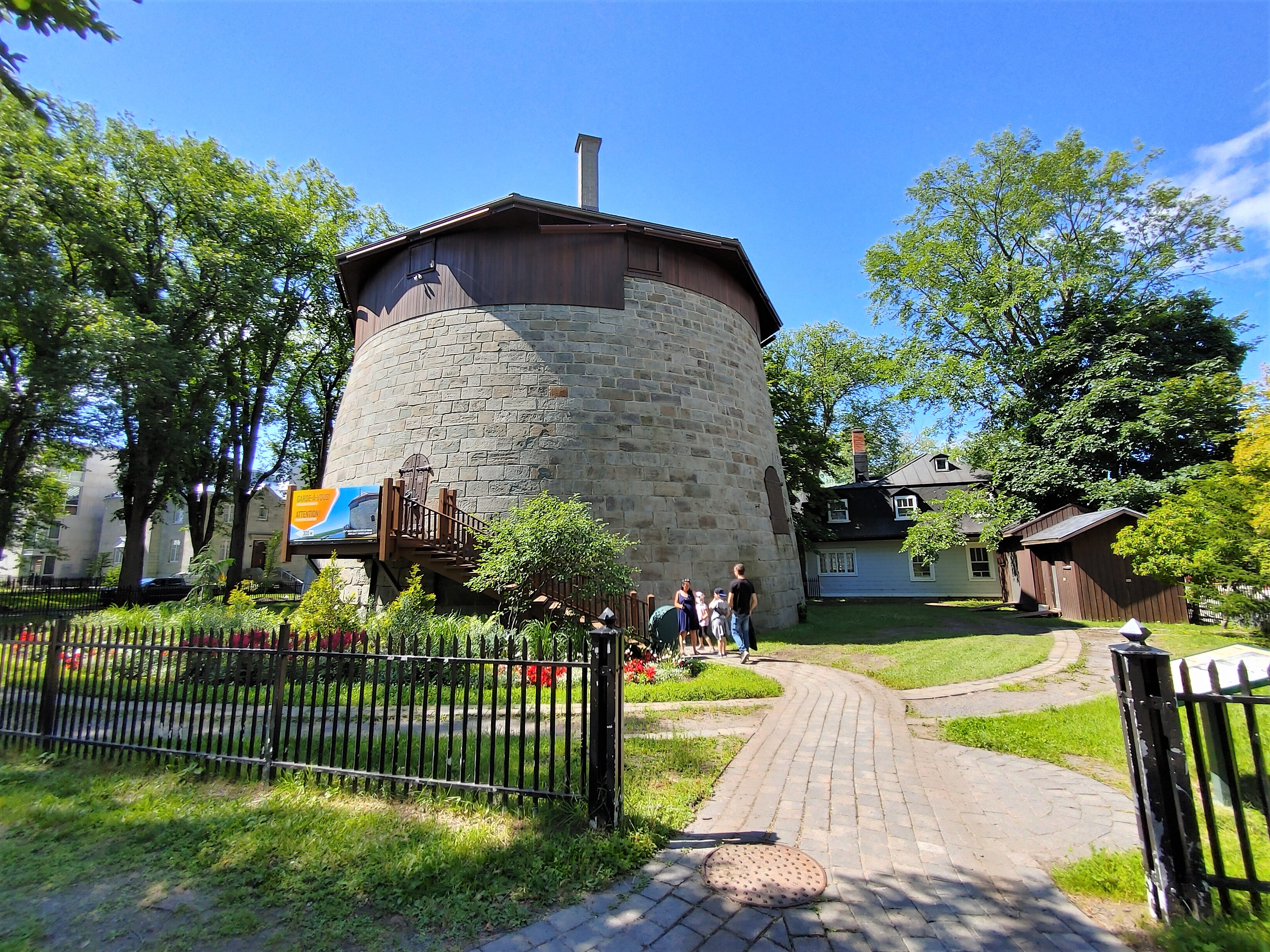
Tour no 2 en 2021.

La tour no 4, située sur la rue Lavigueur dans le quartier Saint-Jean-Baptiste, est un trésor caché appelé à être mis à niveau pour recevoir des groupes de visiteurs en 2015. (46° 48′ 34″ N, 71° 13′ 38″ O)

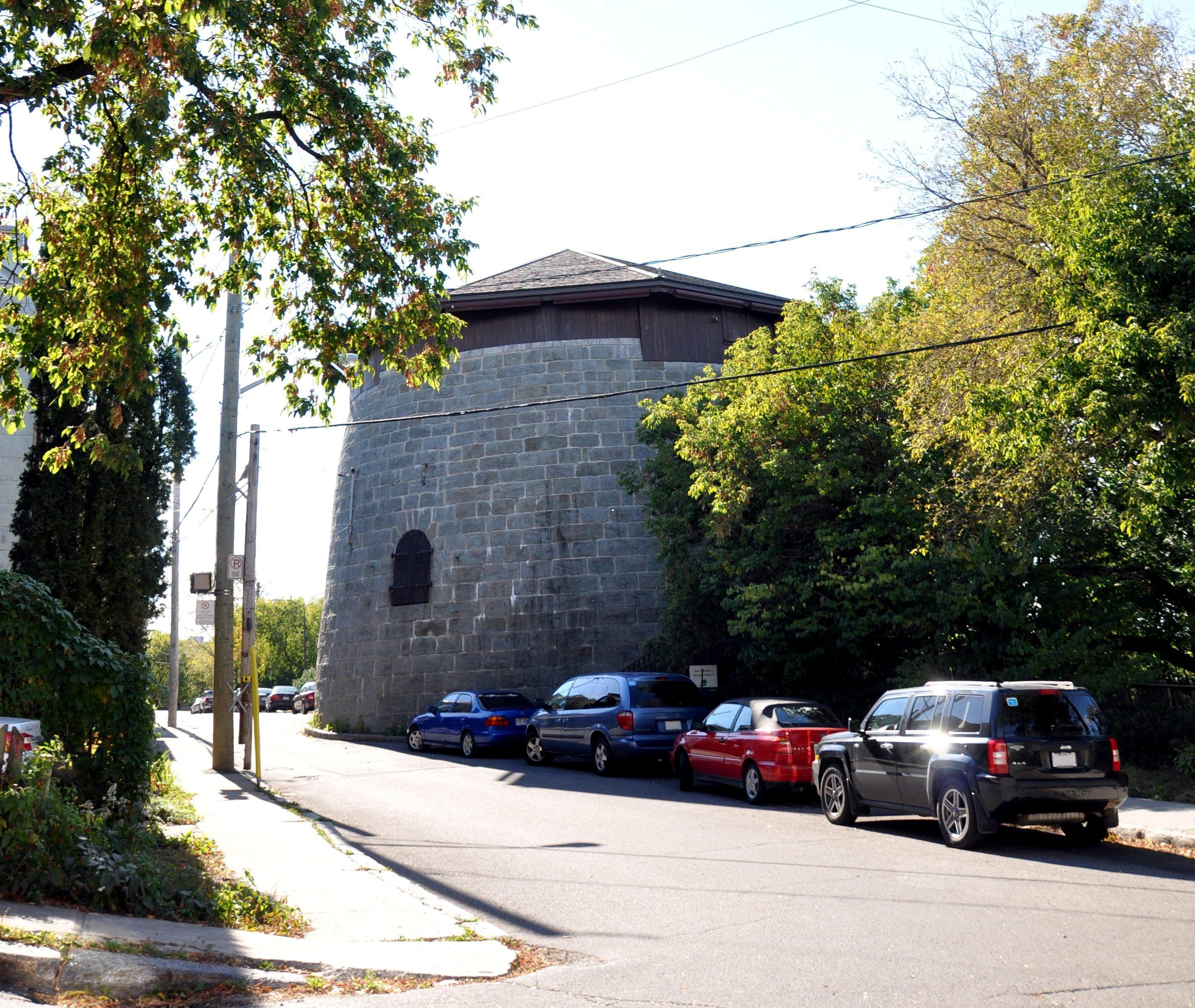
Tour no 4

## Histoire
Au début du XIXe siècle, les Britanniques craignaient que les Américains, par suite de l'obtention de leur indépendance (1776), ne tentent d'annexer le Canada à leur territoire. Devant cette menace, Gother Mann, commandant des ingénieurs royaux du Canada (1785-1804) préconisa la construction de tours à Québec pour empêcher l'envahisseur de s'approcher des fortifications existantes. Ralph-Henry de Bruyères, successeur de Gother Mann, entreprend la construction de quatre tours à l'été de 1808. James Henry Craig, alors gouverneur de la colonie, fait exécuter les travaux sans l'autorisation de Londres qu'il met devant le fait accompli. En 1812, les tours sont terminées, prêtes à servir.

## Description

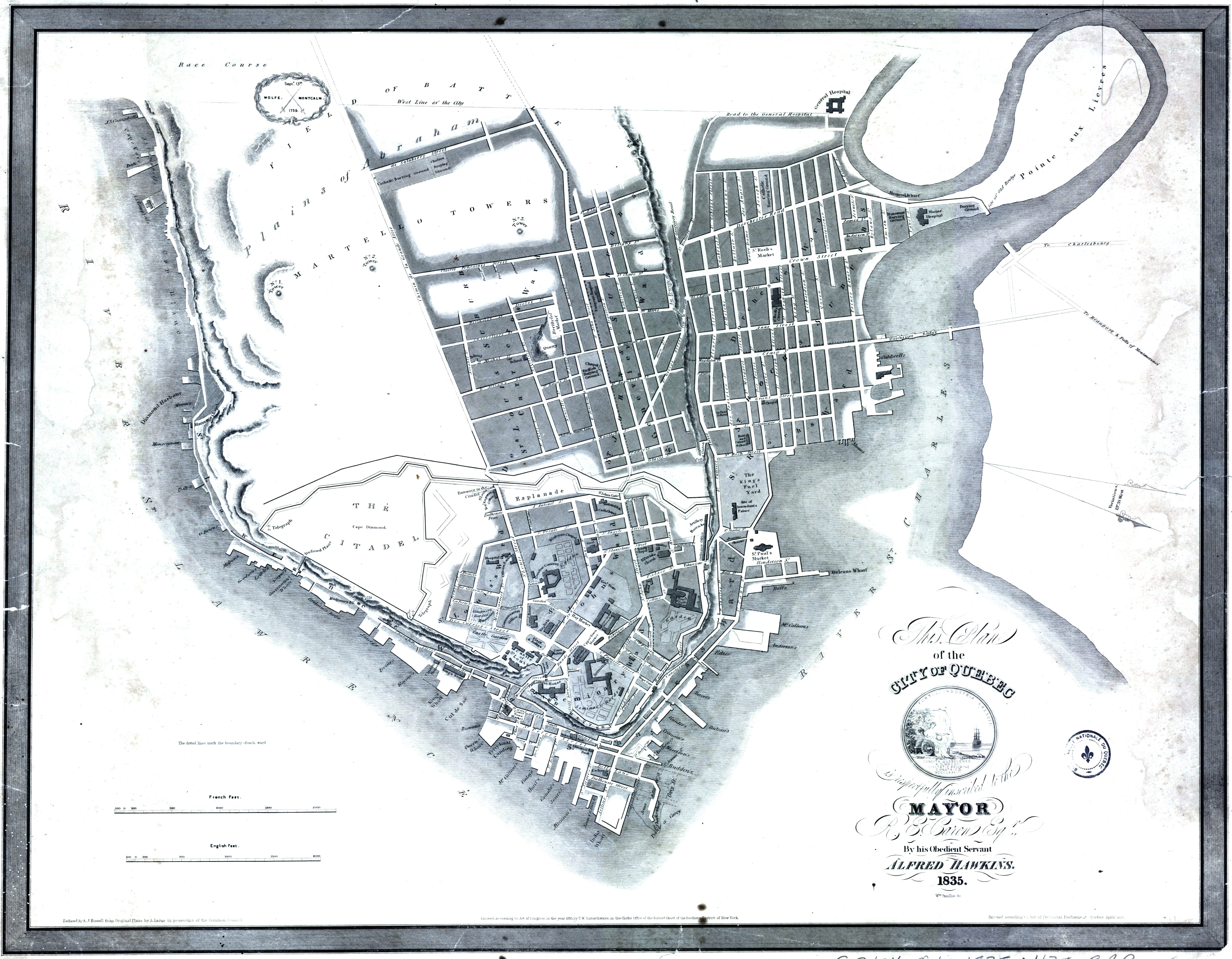
Les emplacements des quatre tours sont indiqués sur cette carte de 1835.

Grâce à leur architecture propre, les tours Martello sont peu coûteuses à construire et faciles à défendre. Elles sont disposées à peu près parallèlement à l'enceinte sur toute la largeur du promontoire et se protègent mutuellement. Le mur ouest, qui fait face à l'ennemi, est plus épais alors que le mur est, plus mince, peut facilement être détruit à partir de l'enceinte en cas de prise par l'ennemi. Les deux tours du centre (no 2 et no 3) et celles situées aux deux extrémités, plus petites (no 1 et no 4), devaient abriter respectivement une garnison d'à peu près 20 et 12 hommes du régiment du Royal Artillery. Ces garnisons devaient prévoir leur subsistance pour une période d'environ un mois, soit jusqu'à leur relève. L'unique accès à la tour est situé à l'étage et est orienté vers l'est, c'est-à-dire vers l'enceinte. L'échelle amovible, une fois tirée à l'intérieur, rendait la tour inaccessible à l'ennemi. Il pouvait y avoir un crochet ou un palan au-dessus de la porte extérieure pour entrer et sortir les objets lourds.

## Mise en valeur
Dans les années 1950, une coupole pivotant sur galets au sommet de la tour #1 abritait un télescope astronomique à miroir d'environ 40 centimètres. On y familiarisait aussi les visiteurs à l'observation des planètes et éclipses à l'aide de quelques lunettes en vision directe (lunaire) ou en projection sur écran (solaire).
Lors des travaux de restauration dans les années 1990, des nouvelles toitures en bois de facture contemporaine mais respectant leurs ancêtres ont été remises en place. Elles sont composées d'une structure en bois massif, d'un revêtement de bardeaux de cèdre, et de murets en planche de bois verticales percées d'ouvertures munies de volets servant de meurtrières. La disparition des toitures antérieures, à la suite de l'abandon des tours, les laissant exposées aux intempéries du climat québécois, avait fait des dommages importants à la maçonnerie.  À l'origine, les tours ne possédaient pas de toitures;  elles avaient été construites selon la méthode traditionnelle développée pour des climats plus chauds. Avec le temps, la nécessité d'ajouter une protection contre les cycles de gel et dégel du climat québécois s'est imposée. Plus récemment, une tentative de revenir à leur état d'origine, en recouvrant le dessus de la tour d'une étanchéité en asphalte, s'était avérée infructueuse. Des escaliers en bois ont aussi été refaits à l'extérieur, et une signalisation a été produite pour les besoins d'exposition.